# Cyanea (рід тварин)
Cyanea — рід сцифоїдних медуз родини Cyaneidae. Представники роду поширені в північних водах Атлантичного та Тихого океанів та південних водах Тихого океану Австралії та Нової Зеландії. Також є кілька бореальних, полярних, тропічних та субтропічних видів.

## Види
- Cyanea annasethe Haeckel, 1880
- Cyanea annaskala von Lendenfeld, 1882
- Cyanea barkeri Gershwin, Zeidler & Davie, 2010 [nomen dubium]
- Cyanea buitendijki Stiasny, 1919
- Cyanea capillata Linnaeus, 1758
- Cyanea citrea Kishinouye, 1910
- Cyanea ferruginea Eschscholtz, 1829
- Cyanea fulva Agassiz, 1862
- Cyanea lamarckii Péron & Lesueur, 1810
- Cyanea mjöbergi Stiasny, 1921
- Cyanea muellerianthe Haacke, 1887
- Cyanea nozakii Kishinouye, 1891
- Cyanea postelsi Brandt, 1835
- Cyanea purpurea Kishinouye, 1910
- Cyanea rosea Quoy & Gaimard, 1824
- Cyanea tzetlinii Kolbasova & Neretina, 2015[3]
- Cyanea versicolor Agassiz, 1862